# 不入斗 (市原市)
不入斗（いりやまず）は、千葉県市原市の有秋地区にある大字。郵便番号は299-0115。

## 概要
千葉県市原市の最西部にある有秋地区に位置する。かつて市原市役所有秋支所が置かれる前は、姉崎地区の一部であった。また、青葉台8丁目の造成に伴い、小字のうち小谷及び十六作付近を分離した。

## 地理

### 隣接町丁字
北は青葉台、東は片又木及び深城、南は有秋台東・有秋台西及び椎津、西は迎田及び椎津と接している。

## 歴史

### 地名の由来
「不入斗」は関東などに見られる地名で、寺社領など貢租を免じられた土地、不入権をもつ田地であったことに由来するという説がある。
字内に鎮座する小鷹神社は式内社・姉埼神社の別院であったとされ、当地にはかつて姉埼神社の神田があったとも言われている。

### 沿革
江戸時代には不入斗村と称した。久世広之領、旗本領などを経て、享保元年に幕府領となる。享保9年、佐貫藩、旗本大岡忠相（後に西大平藩）、旗本小笠原氏、幕府の相給村となる。明治初年には鶴牧藩の領地、廃藩置県後は鶴牧県→木更津県→千葉県市原郡不入斗村。
- 1889年（明治22年）4月1日 - 町村制施行とともに9村（姉ヶ崎村・椎津村・深城村・豊成村・不入斗村・立野村・片又木村・迎田村・畑木村）が合併、鶴牧村となる。市原郡鶴牧村の一部に[7]。
- 1891年（明治24年）6月1日 - 市原郡鶴牧村が町制施行、姉崎町と改称。姉崎町の一部に[7]。
- 1963年（昭和38年）5月1日 - 姉崎町・市原町・五井町・三和町・市津町が合併、市制施行し市原市。市原市の姉崎地区の一部に[6]。
- 1989年（平成元年）10月1日 - 市原市役所有秋支所設置により、有秋地区の一部に[6]。

## 世帯数・人口
2022年4月1日現在の世帯数と人口は以下の通りである。
| 町丁字 | 世帯数  | 人口  |
| ------ | ------- | ----- |
| 不入斗 | 242世帯 | 496人 |

## 通学区域
市立小学校・市立中学校と県立高等学校の通学区域は以下の通りである。
| 大字   | 範囲 | 小学校               | 中学校             | 県立高校 |
| ------ | ---- | -------------------- | ------------------ | -------- |
| 不入斗 | 一部 | 市原市立有秋東小学校 | 市原市立有秋中学校 | 第9学区  |
| 不入斗 | 一部 | 市原市立有秋西小学校 | 市原市立有秋中学校 | 第9学区  |

## 施設
- 市原市立有秋東小学校
- 市原市立有秋中学校